# Shaler (Pennsylvania)
Shaler  è una township degli Stati Uniti d'America, nella contea di Allegheny nello Stato della Pennsylvania. Secondo il censimento del 2000 la popolazione è di 29.757 abitanti.

## Società

### Evoluzione demografica
Nel 2000 si contavano 8.686 famiglie e un numero di abitanti pari quasi a 30.000 persone.
| township di Shaler Popolazione |        |
| 2000                           | 29.757 |
| Stima al 01-07-07              | 28.112 |